# مجمع المرادية
مجمع المرادية (بالتركية: Muradiye Külliyesi)‏ أو مجمع السلطان مراد الثاني، السلطان العثماني (حكم 1421-1451)، هو مجمع أو كلية يقع في بورصة في تركيا.

## التاريخ
يحتوي مجمع المساجد الذي أنشأه السلطان مراد الثاني في بورصة على اثني عشر قبراً (تورب)، ينتمي معظمها إلى أقارب هذا السلطان. بدأ بناء المجمع بعد الانتهاء من بناء الجامع الأخضر في المنطقة الشرقية من مدينة بورصة. تسبب زلزال كبير في عام 1855 في إتلاف جزء كبير من مجمع المرادية وتم الانتهاء من عمليات الترميم في أواخر القرن التاسع عشر. تم الانتهاء من مشروع ترميم آخر في عام 2015.
يتكون المجمع الكبير من مسجد المرادية ومدرسة المرادية وحمام المرادية، ومستشفى المرادية ونافورة ومرثيات وقبر السلطان مراد الثاني وقبر أحمد بن بايزيد وقبر جم سلطان وقبر شهزاد محمود وقبر شهزاد عثمان، وقبر شاهزاده مصطفى، وقبر ماه دوران وقبر شهزاد محمد وقبر كل شاه خاتون وقبر إيبي خاتون وقبر خديجة هما خاتون وقبر ستي مكرمة خاتون وقبر سارايلار وقبر شيرين خاتون.
كان المسجد هو أول مشروع في المجمع وتم الانتهاء منه عام 1426. تم بناء المسجد في مخطط T معكوس مبسط مع رواق مقبب في المقدمة، مبني من الطوب وبأربعة قباب رئيسية. يزين الداخل البلاط السداسي باللون الفيروزي والأزرق الداكن. توجد مئذنتان واحدة قديمة والأخرى جديدة بسبب الانهيار من زلزال القرن التاسع عشر وأعيد بناؤها في عام 1904. دمر حريق المسجد في أوائل القرن الثامن عشر ولذلك أعيد بناء المحراب على طراز الروكوكو.
تقع المدرسة إلى الغرب من المسجد. وتتكون من فناء مركزي محاط بغرف الطلاب وفصل دراسي في الخلف مغطاة بقبة. الخارج من الطوب والحجر. المدرسة نفسها ليس بها نقش بناء بسبب العديد من الترميمات. يقول النقش الموجود على المسجد إن المدرسة شيدها مراد الثاني عام 1426. يزين الديكور الداخلي البلاط الأزرق الداكن والفيروزي، بينما يزين الطوب المدخل الخارجي.
وتعارضت المصادر في تاريخ بناء قبر مراد الثاني، إما قبل وفاته عام 1451، أو بعد تكليف من ابنه محمد الفاتح وفقًا لإرادة مراد الثاني. تم تشييد المبنى من الآجر والحجر، في مخطط مربع تعلوه قبة تُركت مفتوحة في الأعلى. رواق مقبب يحيط بالقبة، يرتكز على ركائز البيزنطية. مظلة خشبية كبيرة مثيرة للإعجاب فوق المدخل منحوتة بشكل بارز ومزخرفة بأنماط نجمة. يحتوي الملحق على أربعة مقابر إضافية، تم تحديدها على أنها مقابر علاء الدين علي (الذي سمي الملحق على اسم «ضريح علاء الدين») وشهزاد أحمد، وأورهان وشهزاد خاتون.
تنتمي القبور الإحدى عشرة المتبقية إلى باقي أفراد عائلة السلطان الواقعة جنوب المسجد والمدرسة. تم تزيينها بالبلاط المزجج متعدد الألوان باللون الأزرق، باستثناء مقابر شاهزاده مصطفى وماه دوران المزين ببلاط إزنيق المصبوغ من القرن السادس عشر بتقنية الألوان المتعددة.
في خمسينات القرن العشرين، تحولت المدرسة إلى عيادة لمرض السل وهي تضم الآن مركزًا طبيًا.

## معرض الصور

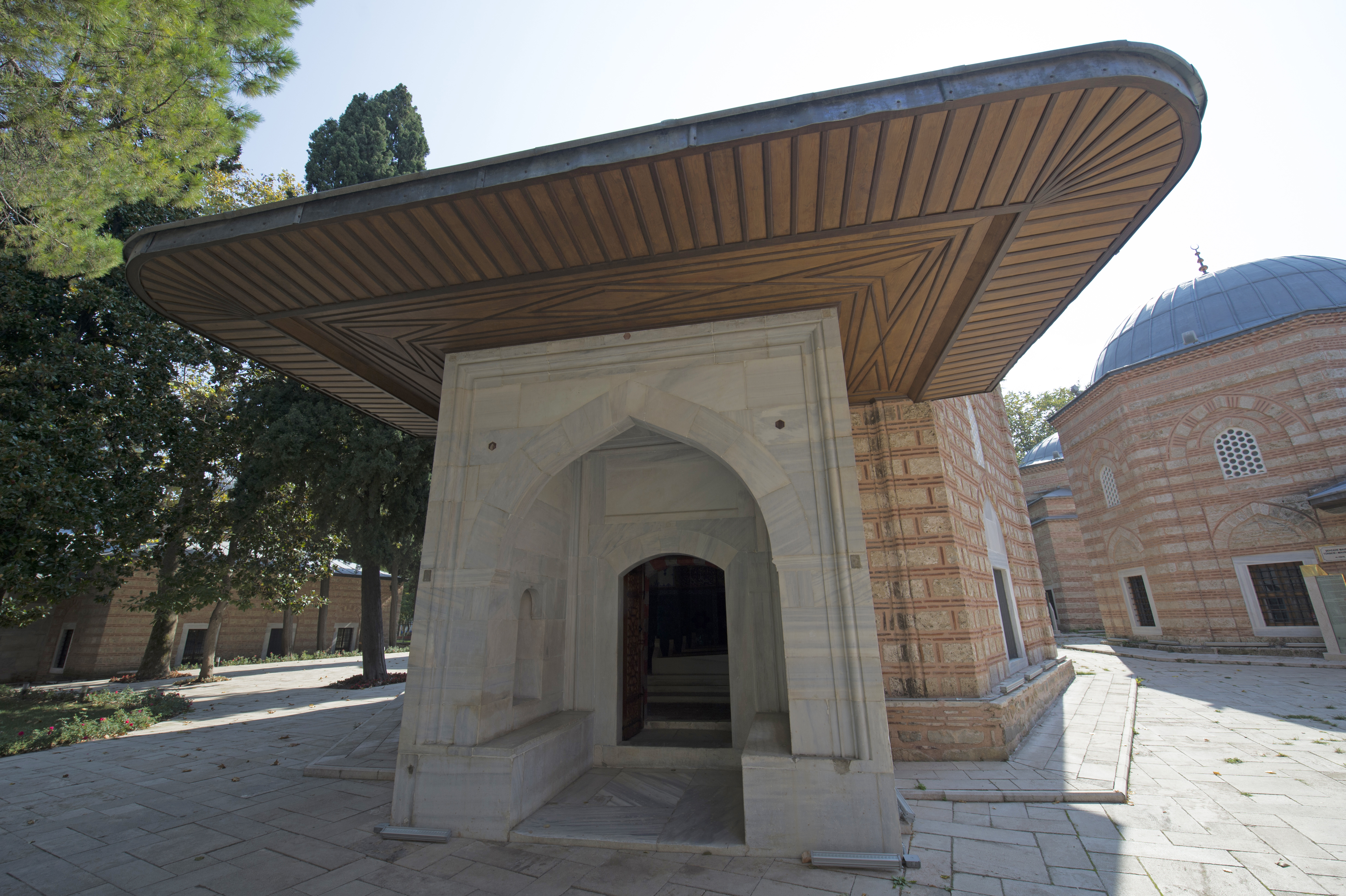
قبر جم سلطان من الأمام
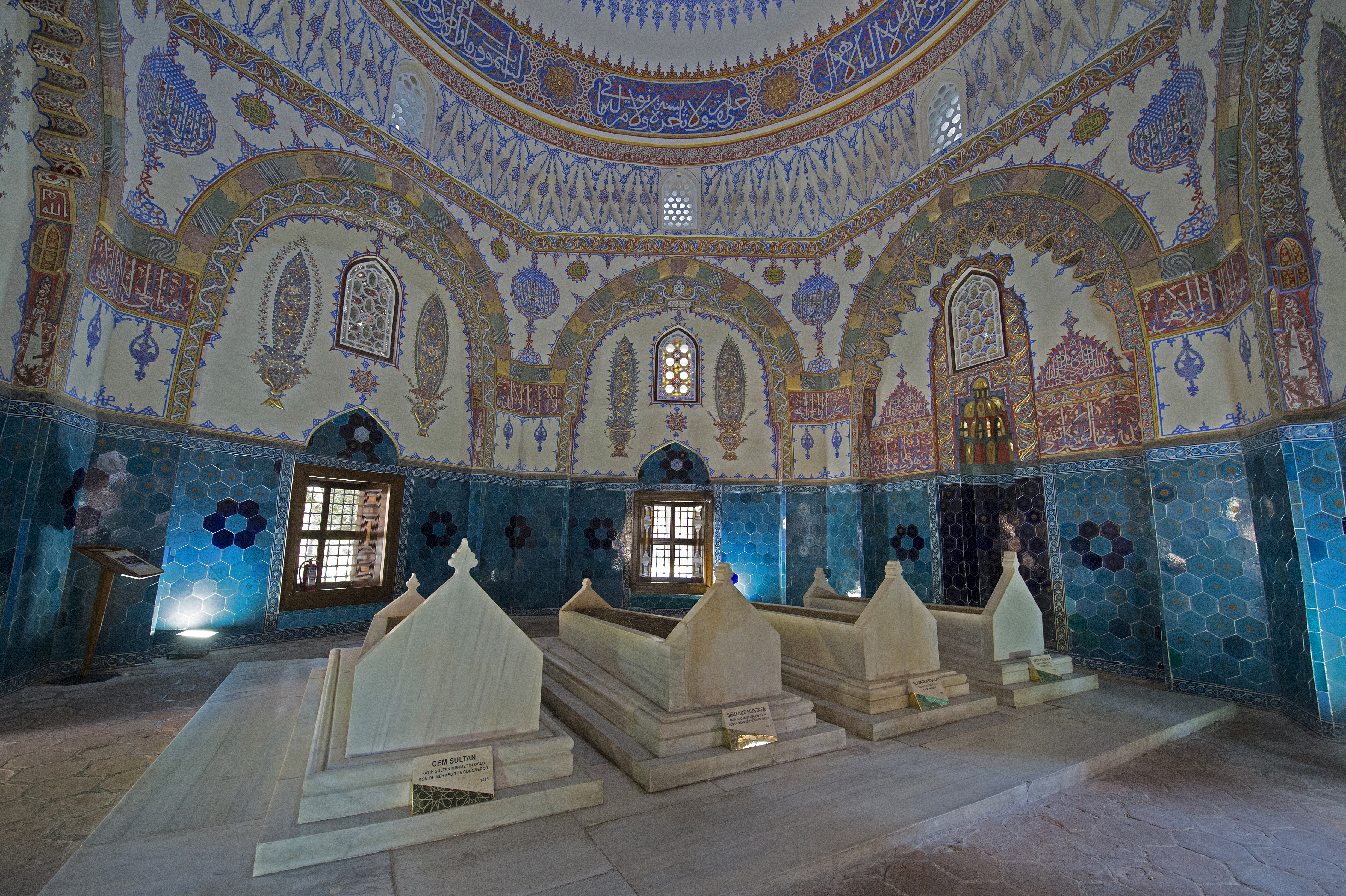
القبر الداخلي لجم سلطان
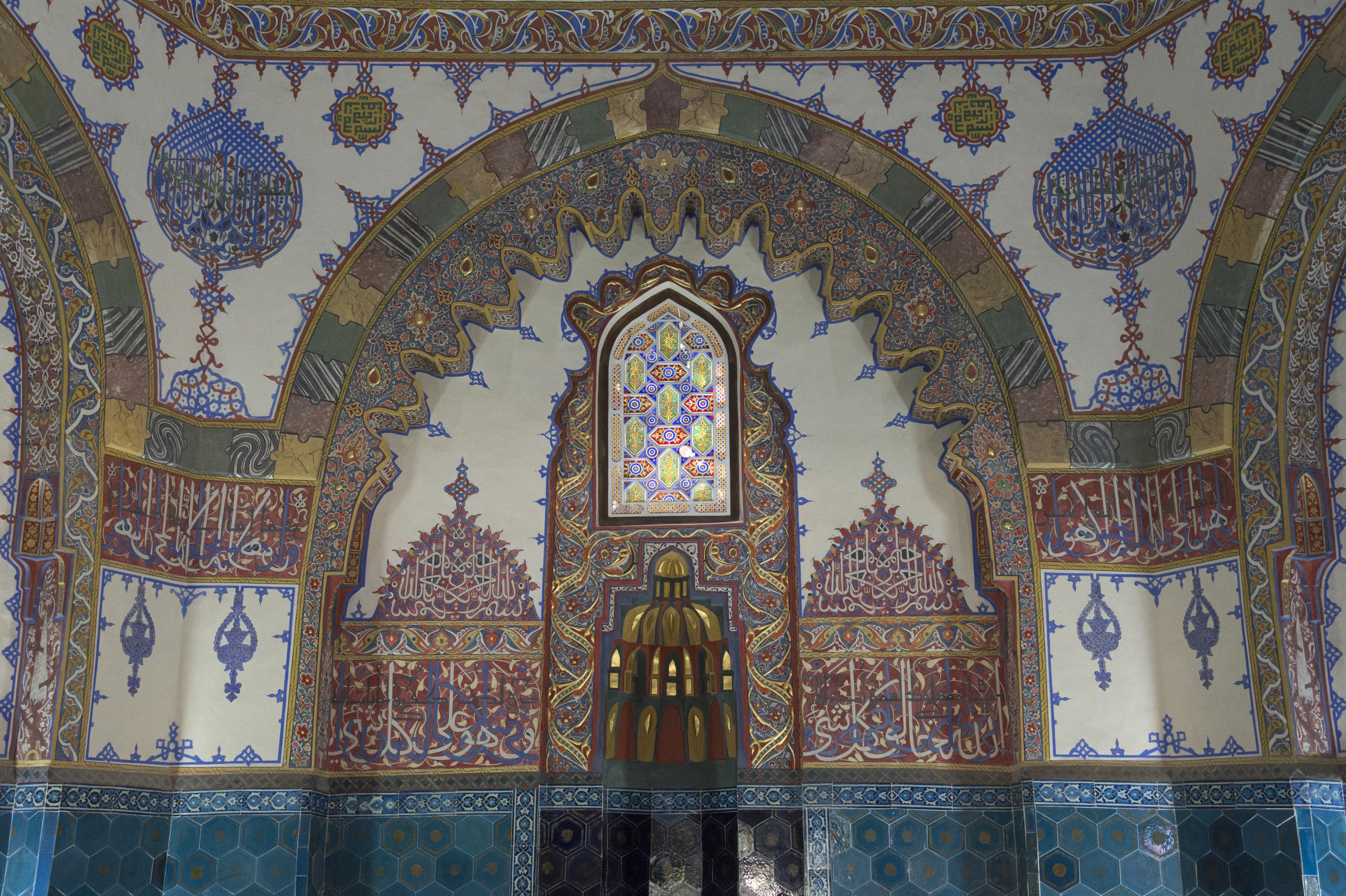
القبر الداخلي لجم سلطان
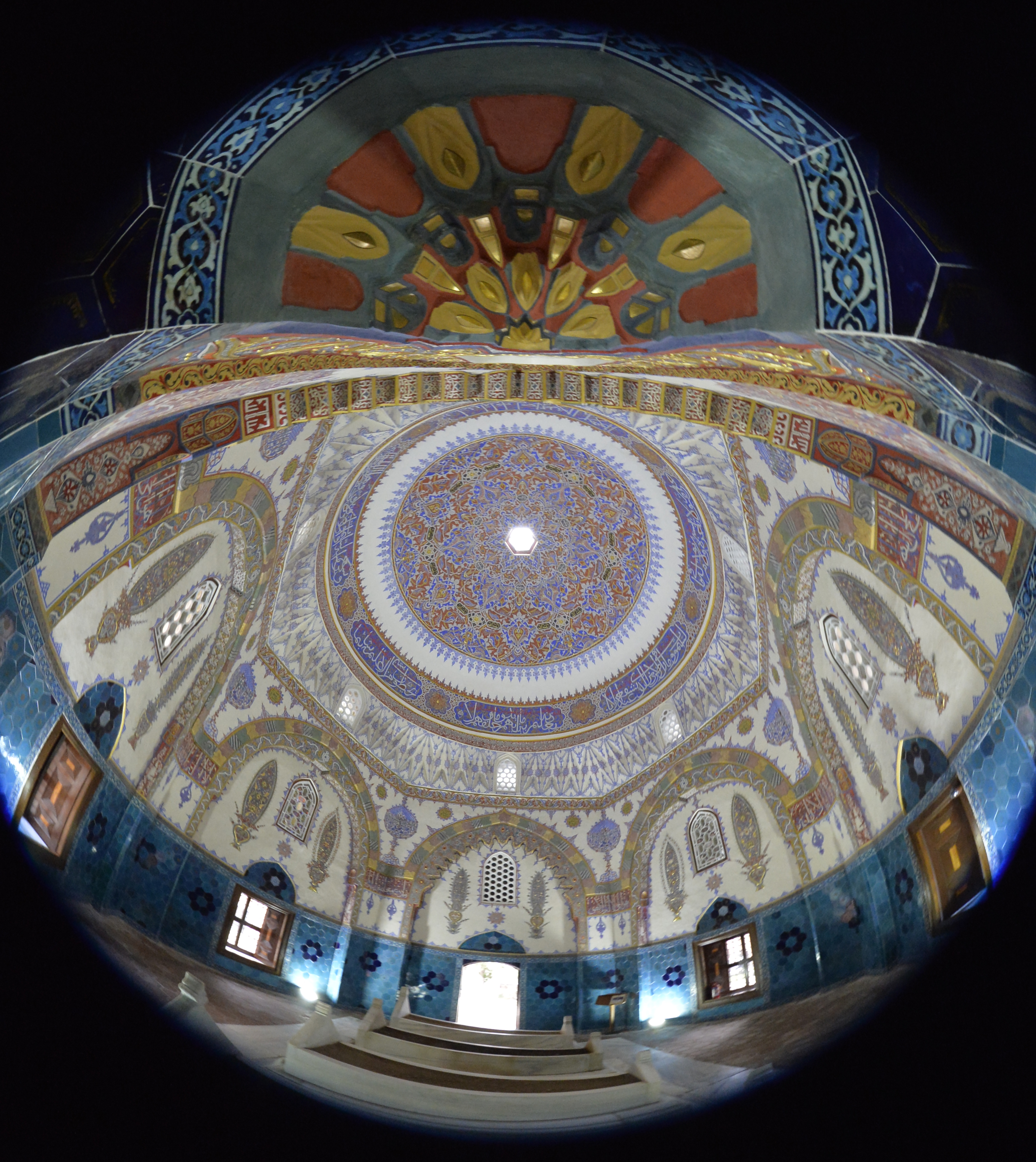
القبر الداخلي لجم سلطان
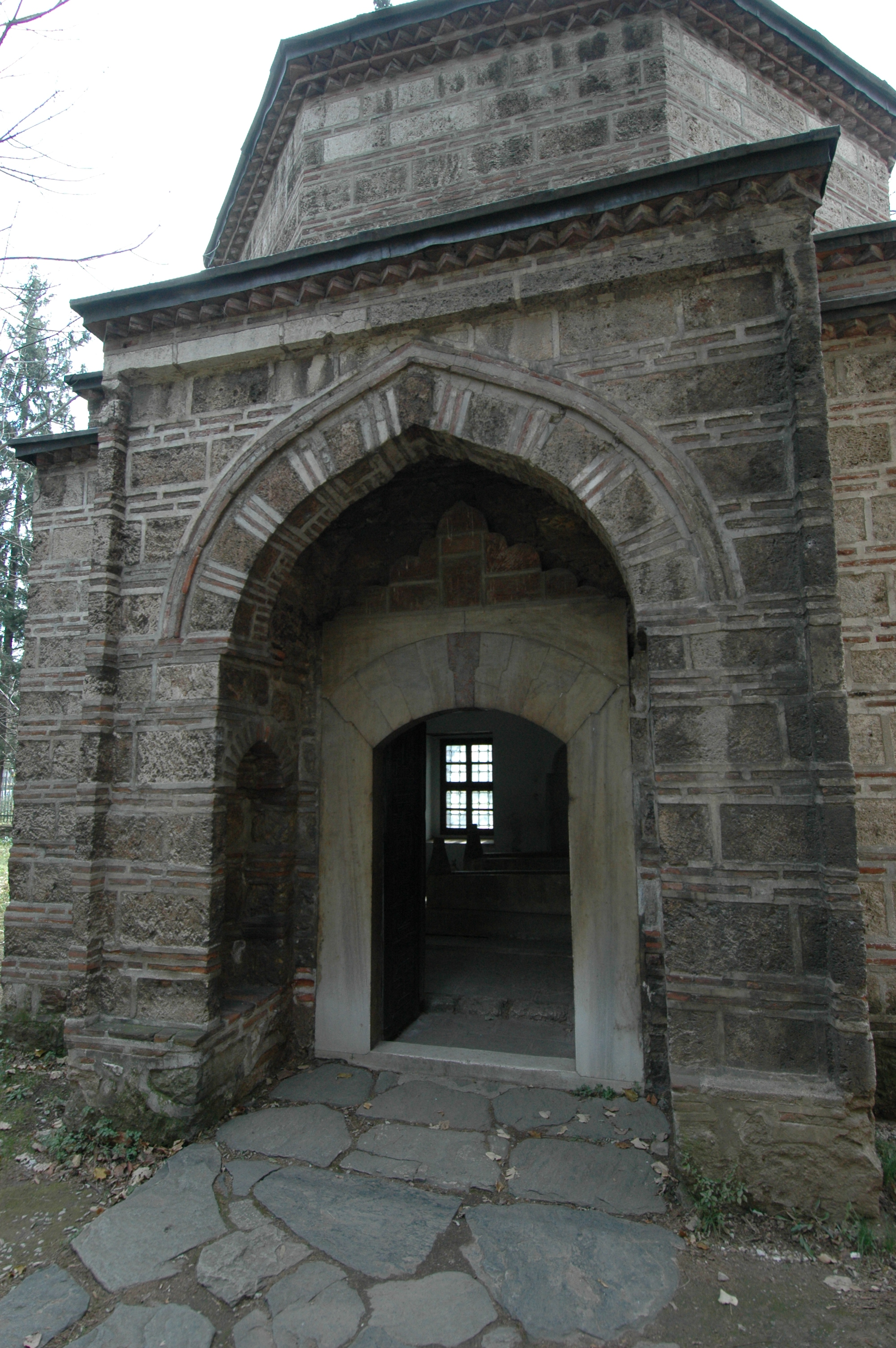
مدخل قبر كل شاه خاتون
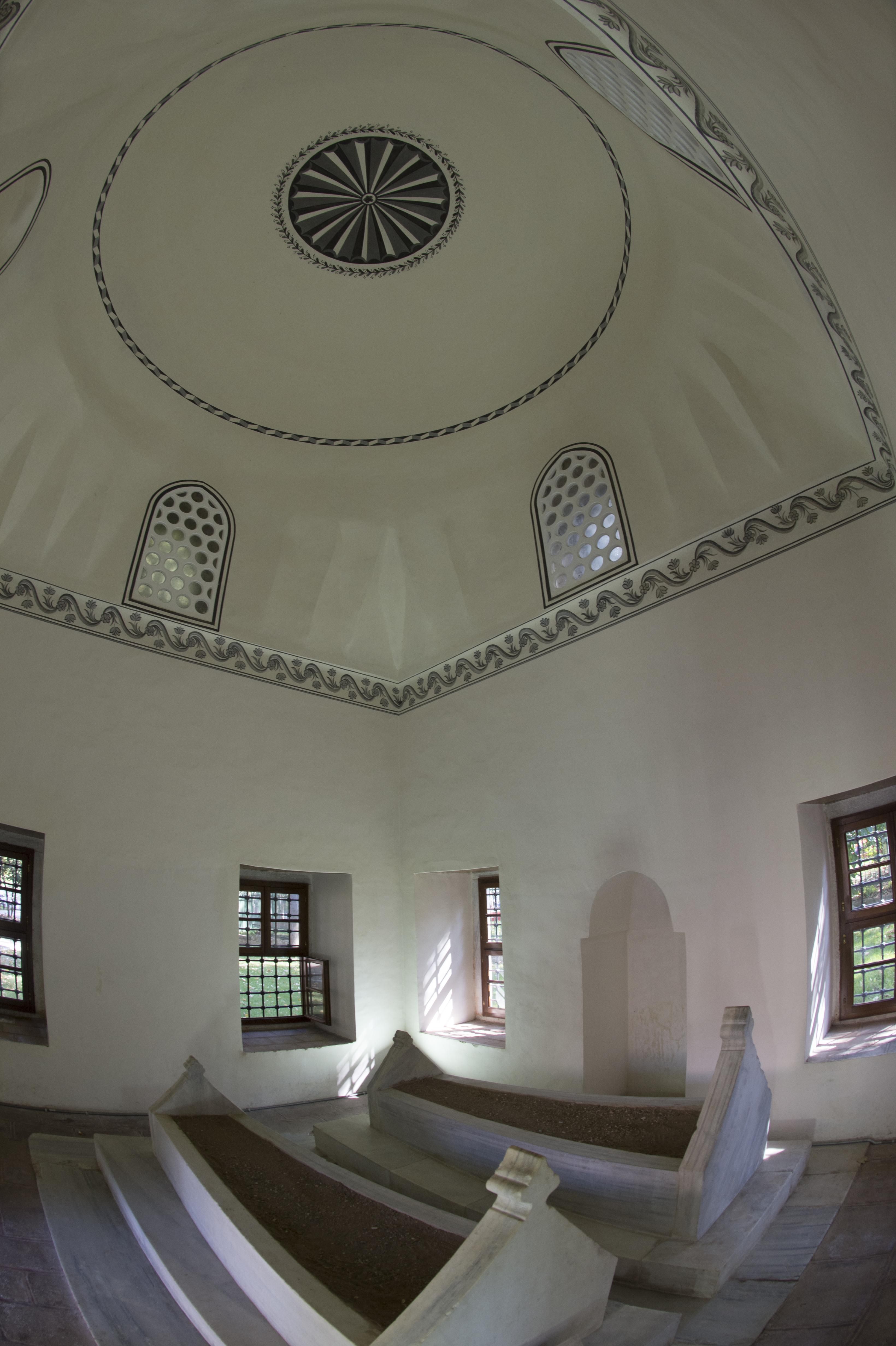
قبر كل شاه خاتون من الداخل
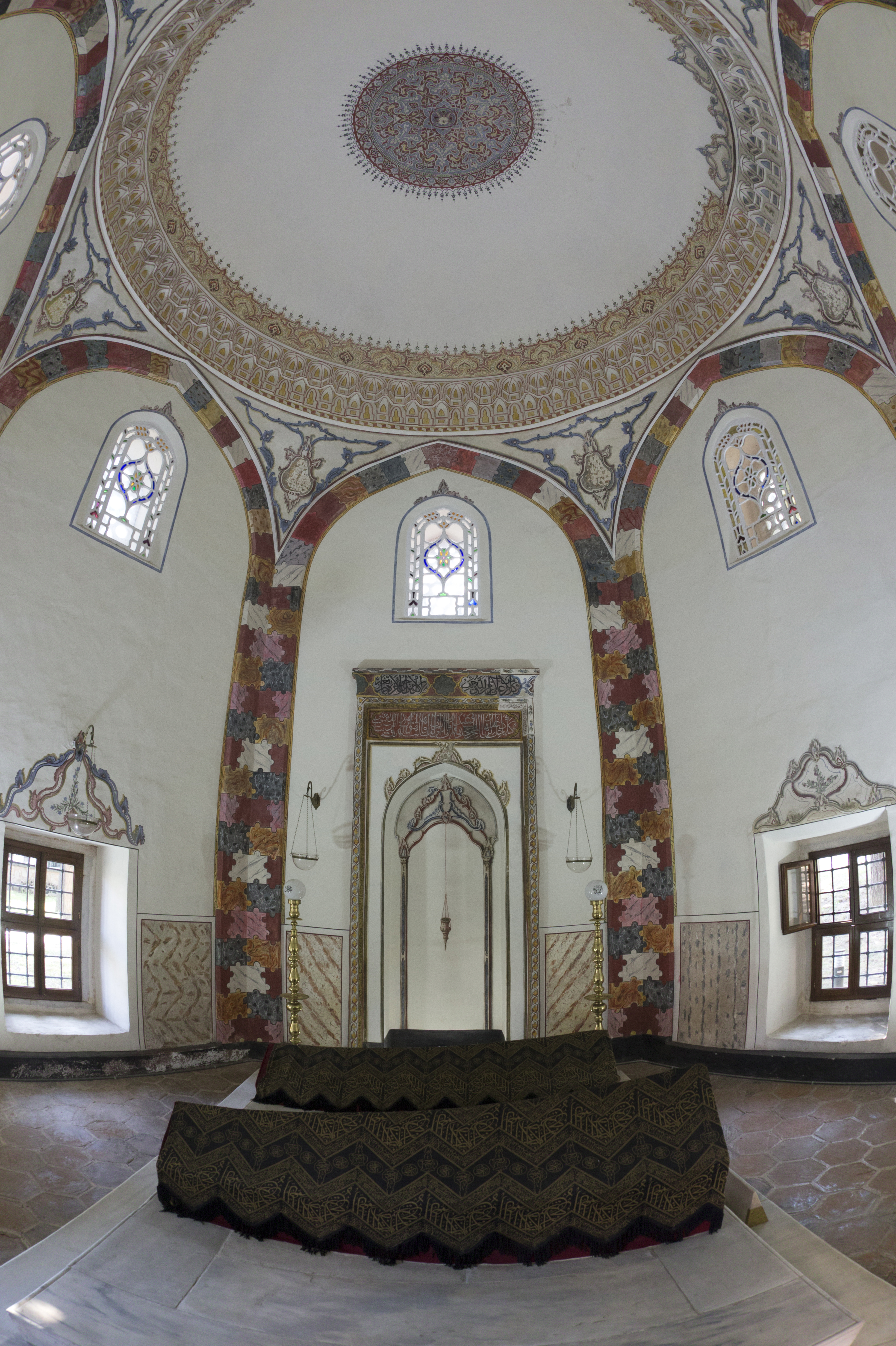
قبر خديجة هما خاتون من الداخل
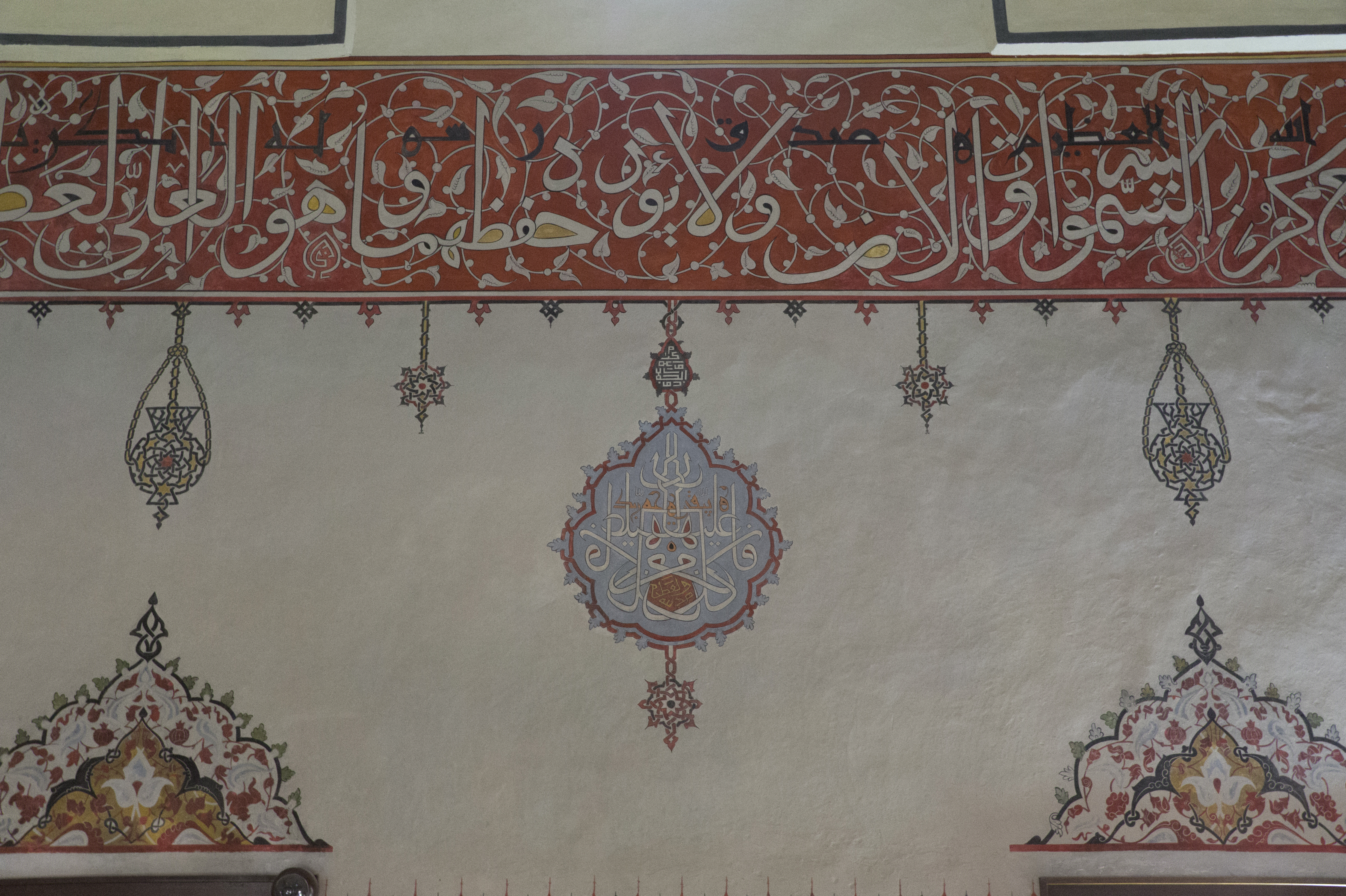
زخرفة قبر خديجة هما خاتون
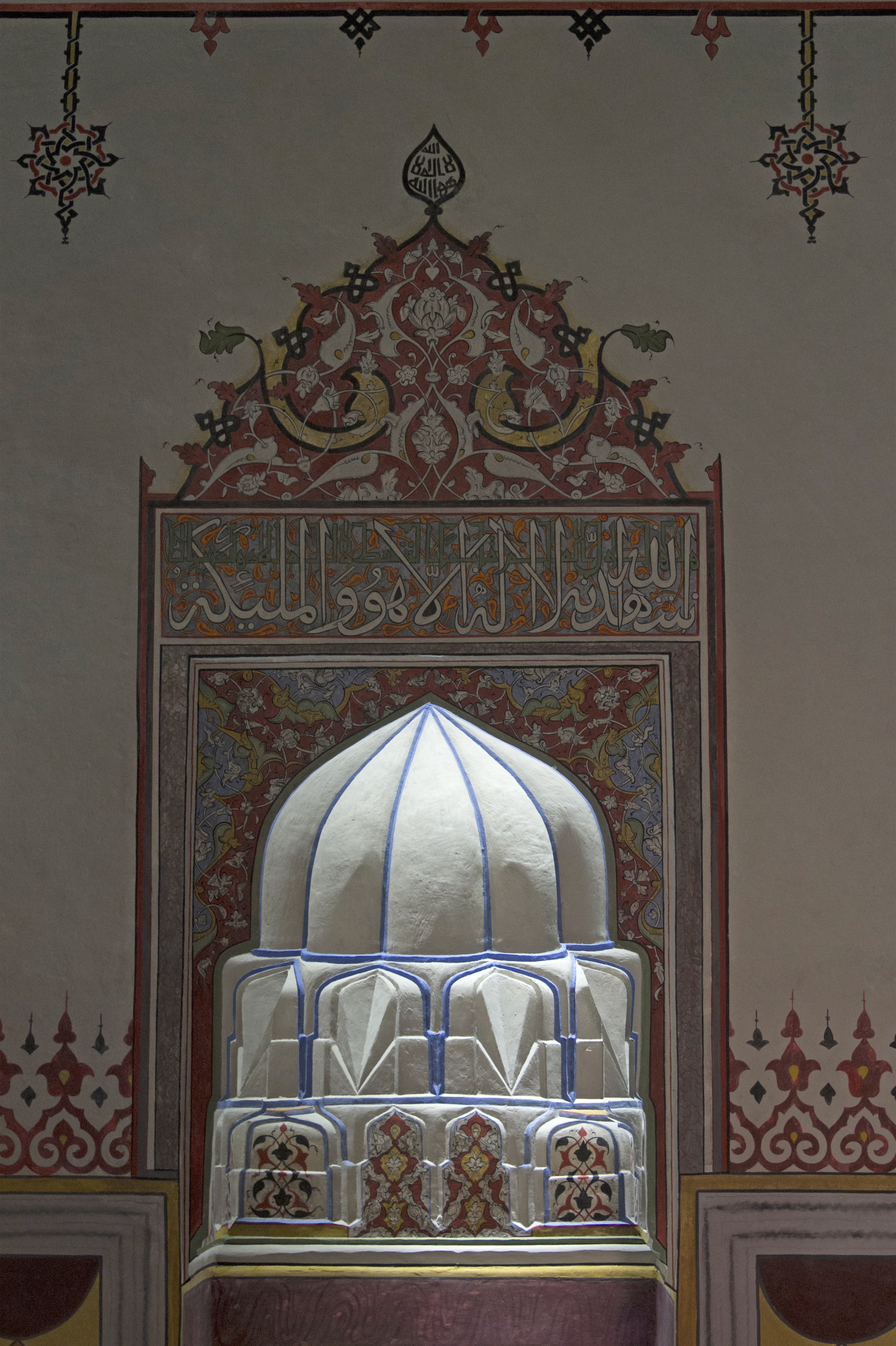
قبر ستي مكرمة خاتون
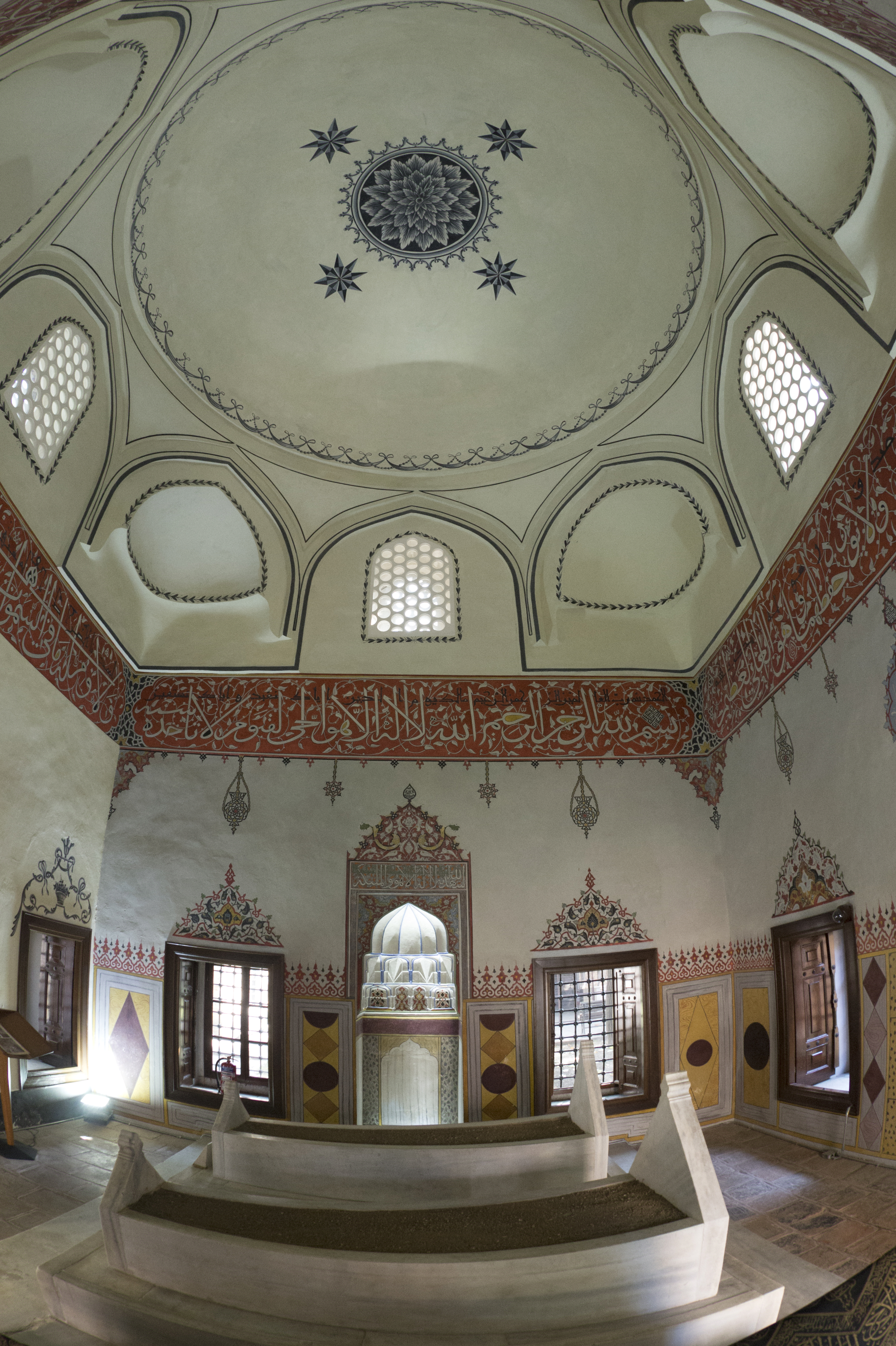
قبر ستي مكرمة خاتون من الداخل
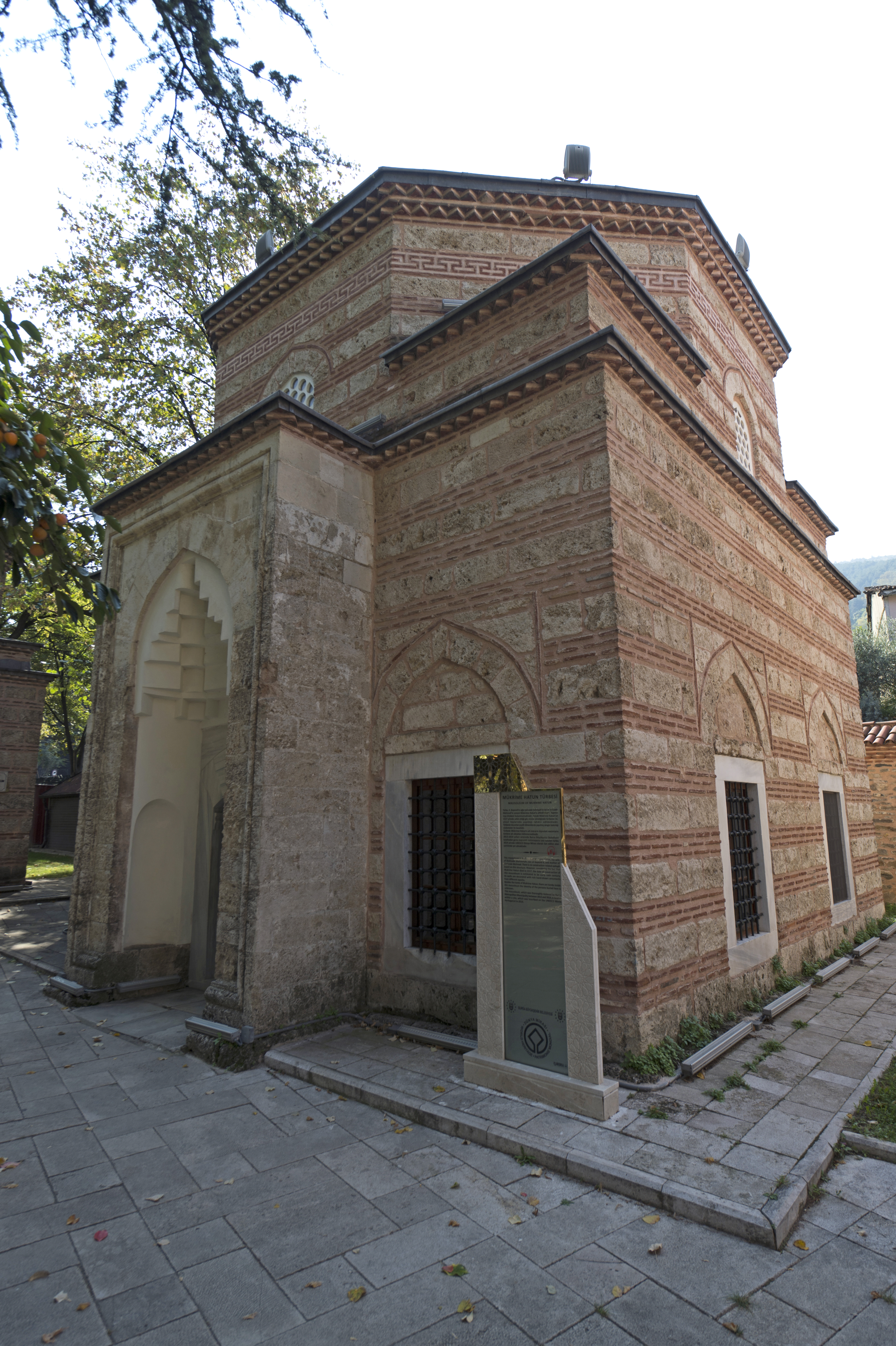
قبر ستي مكرمة خاتون من الخارج
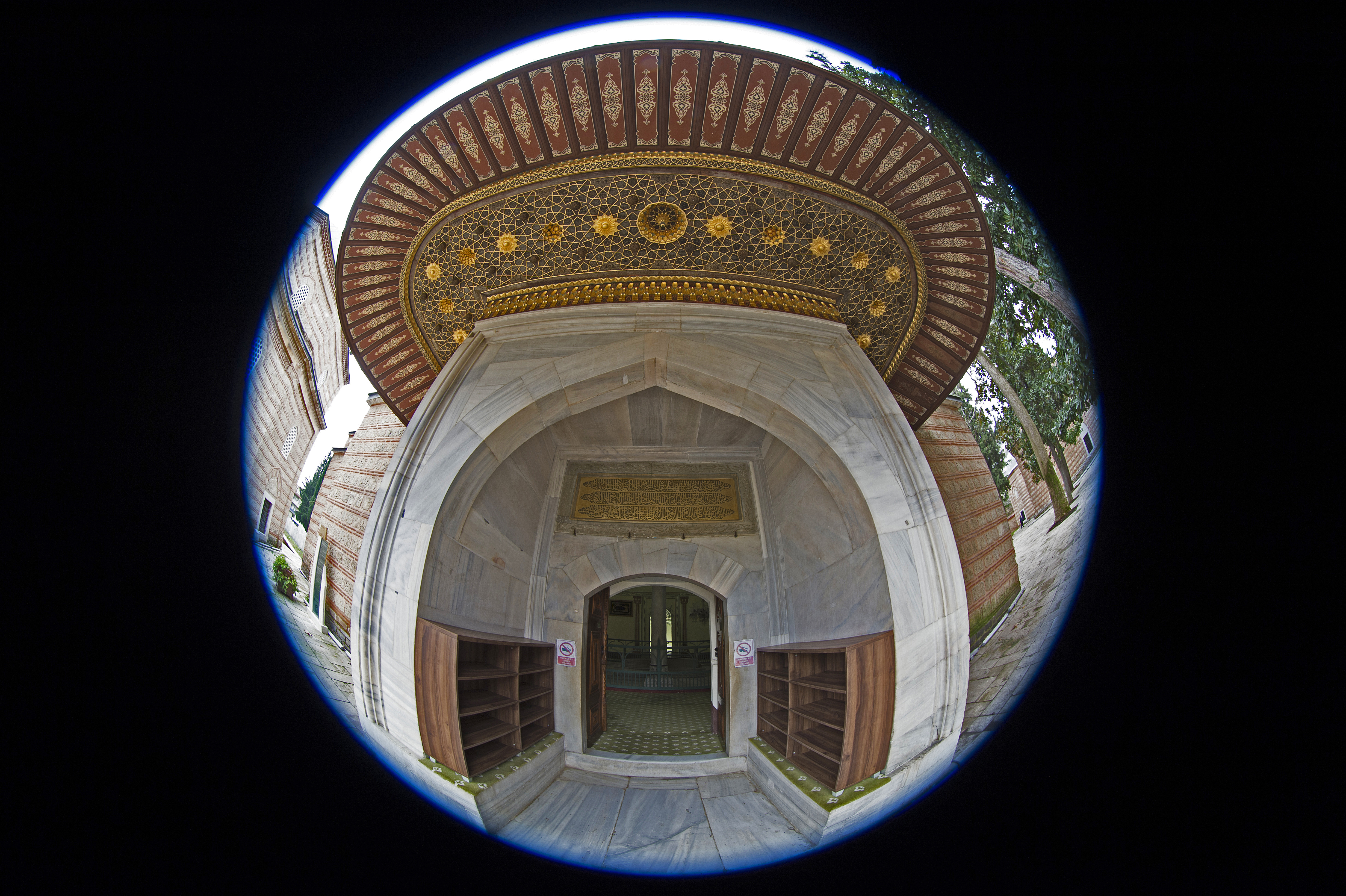
مدخل قبر مراد الثاني
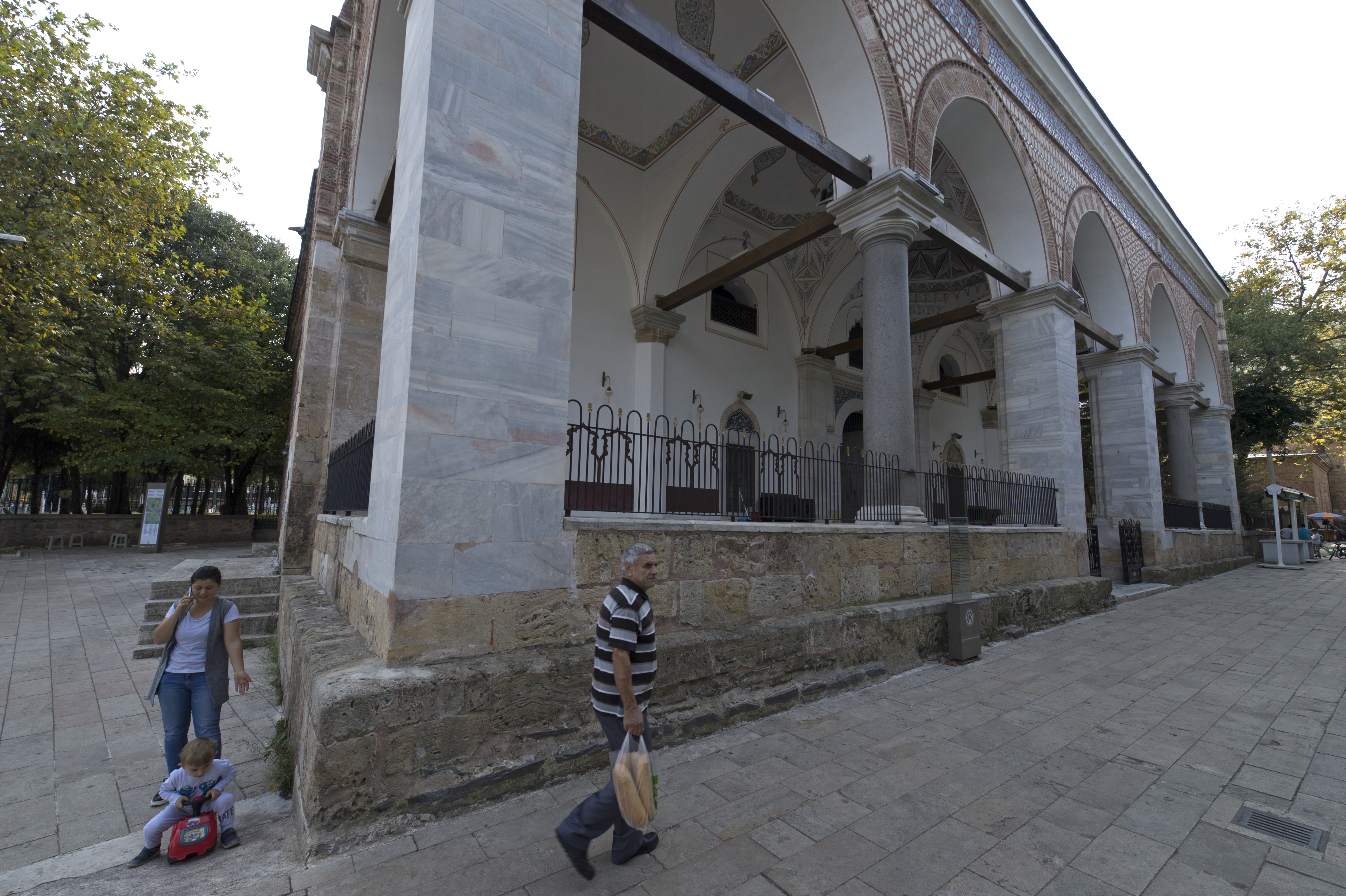
مسجد المرادية من الخارج
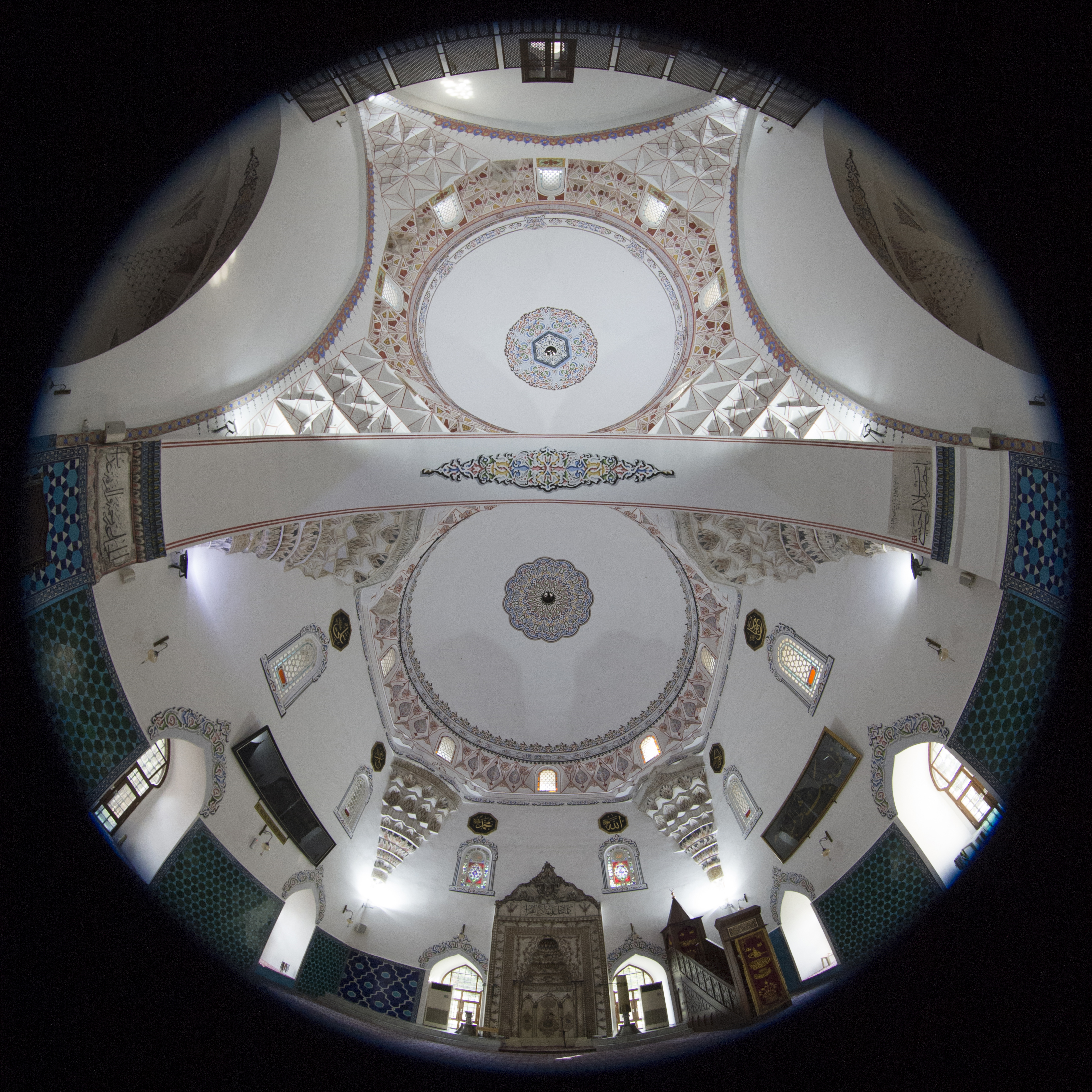
مسجد المرادية من الداخل
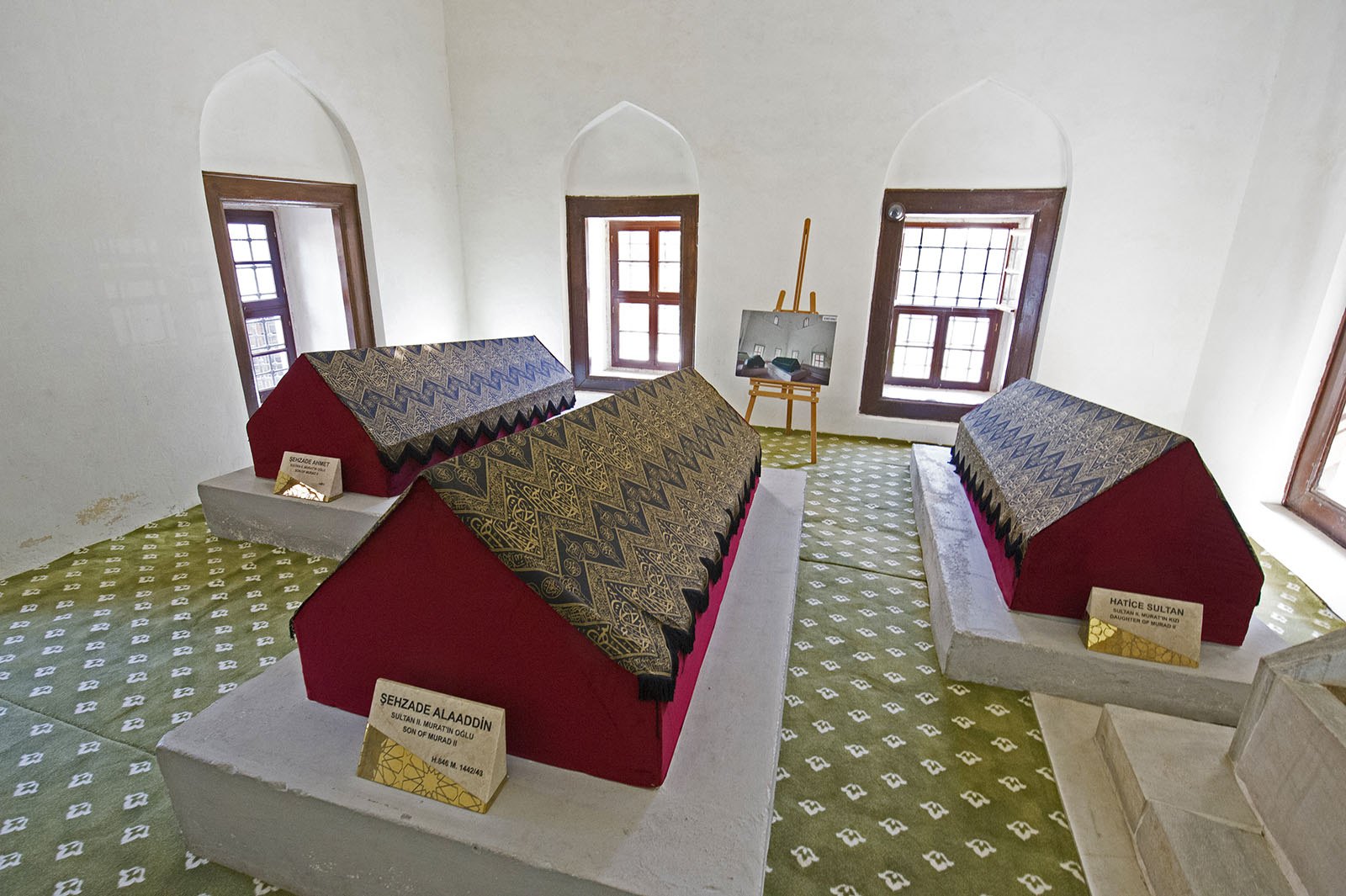
ضريح السلطان علاء الدين
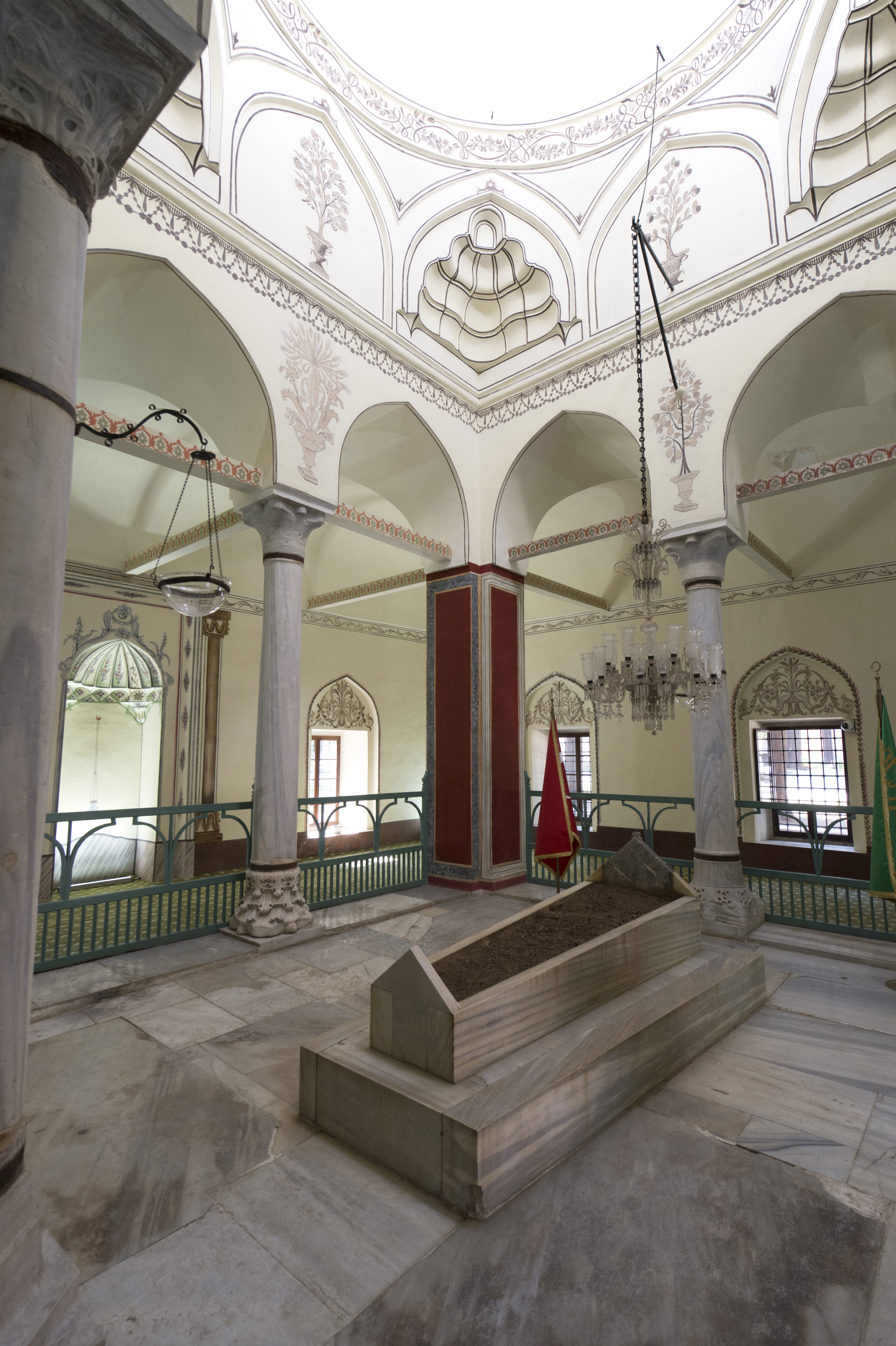
قبر مراد الثاني
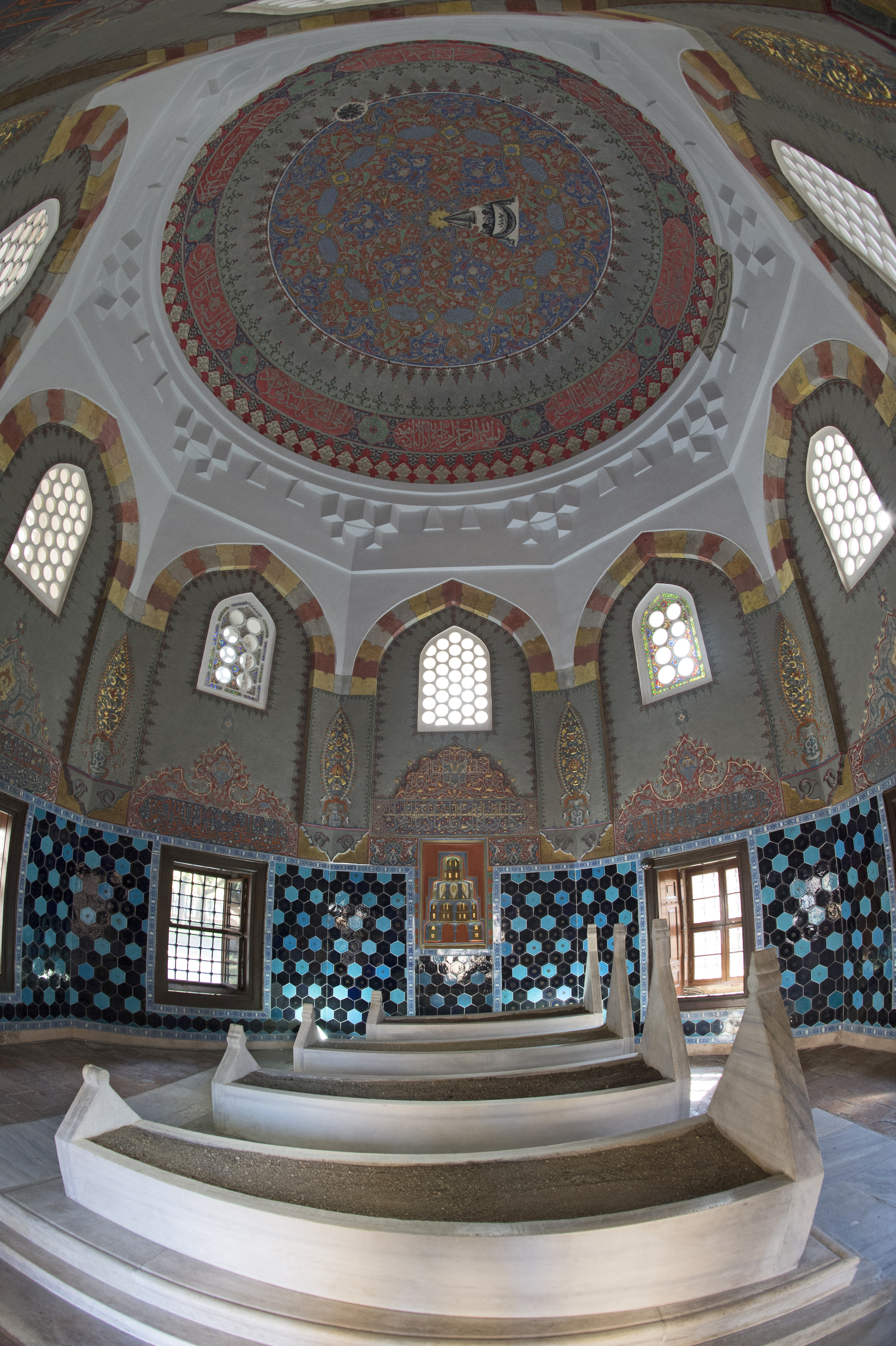
قبر شاهزاده محمود من الداخل
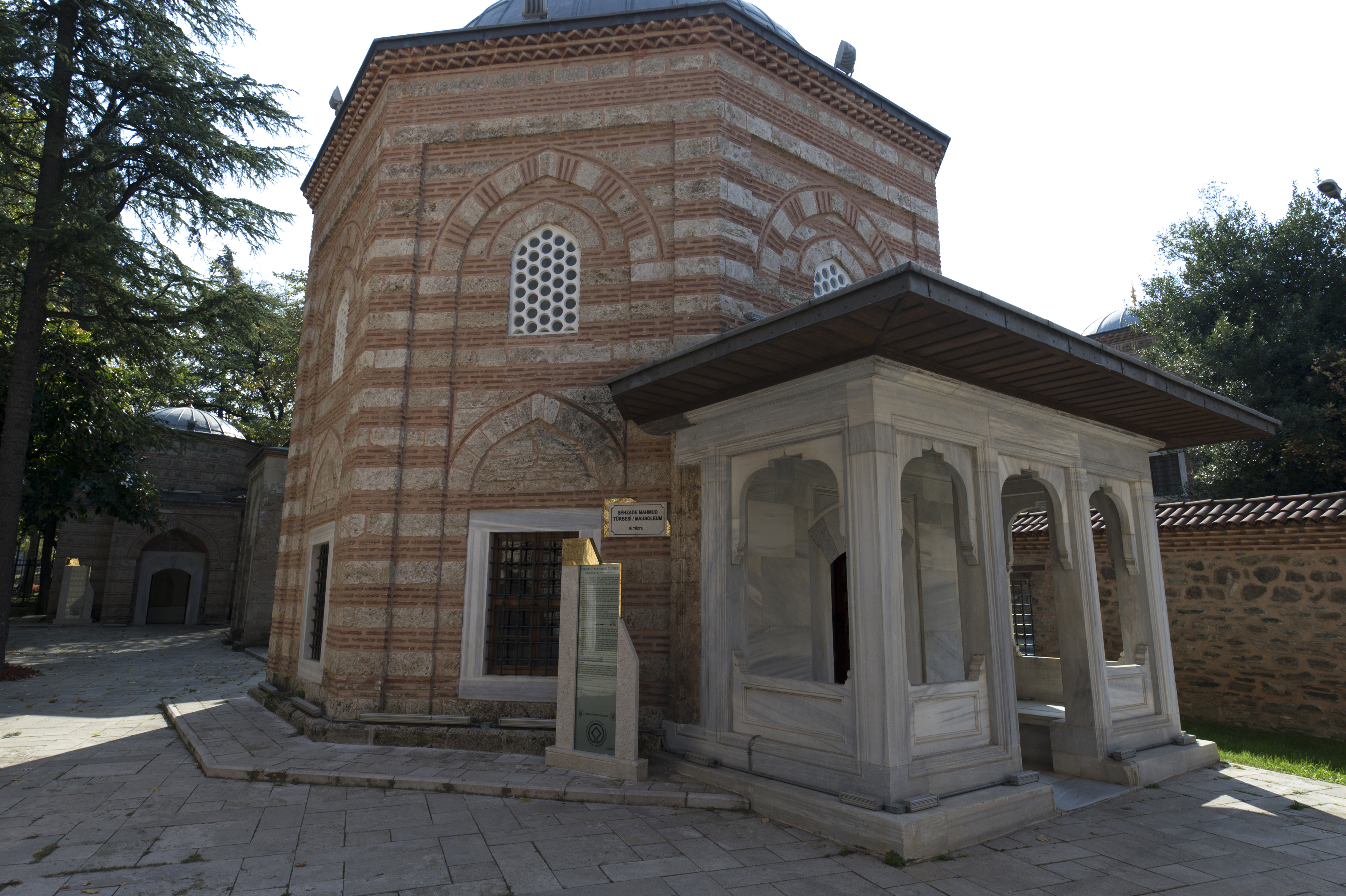
قبر شاهزاده محمود من الخارج
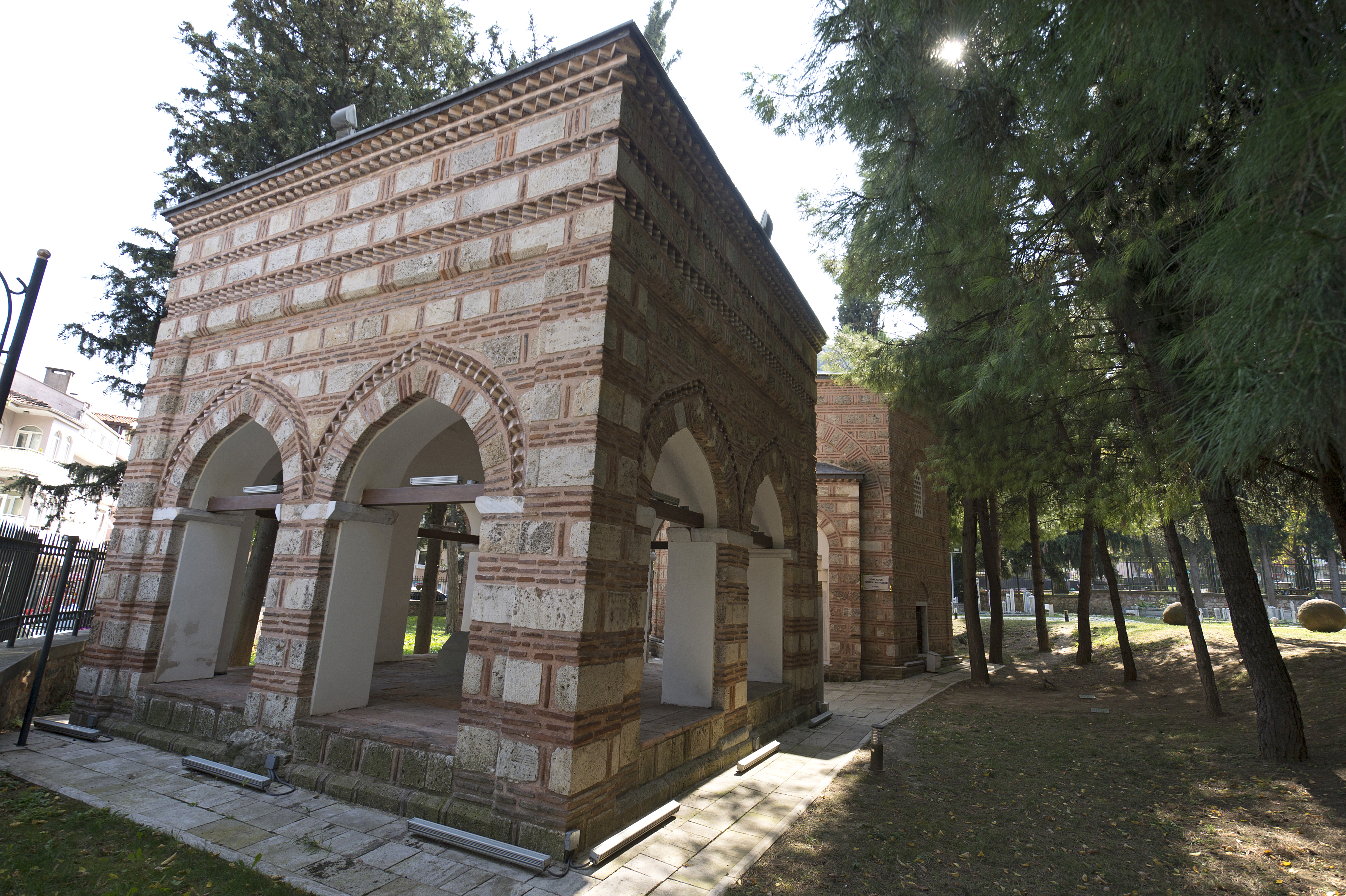
قبر سارايلار
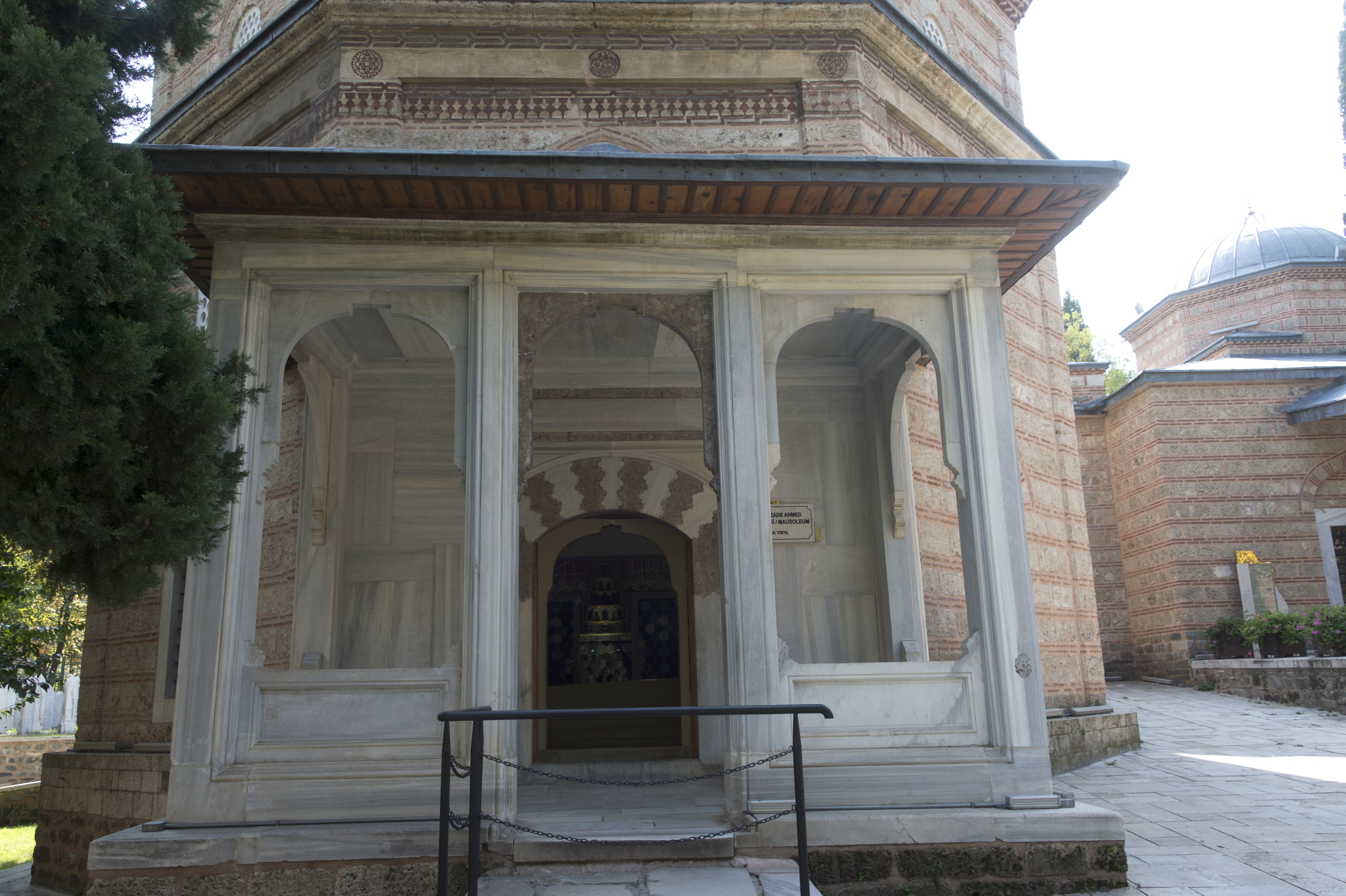
قبر شاهزاده أحمد من الخارج
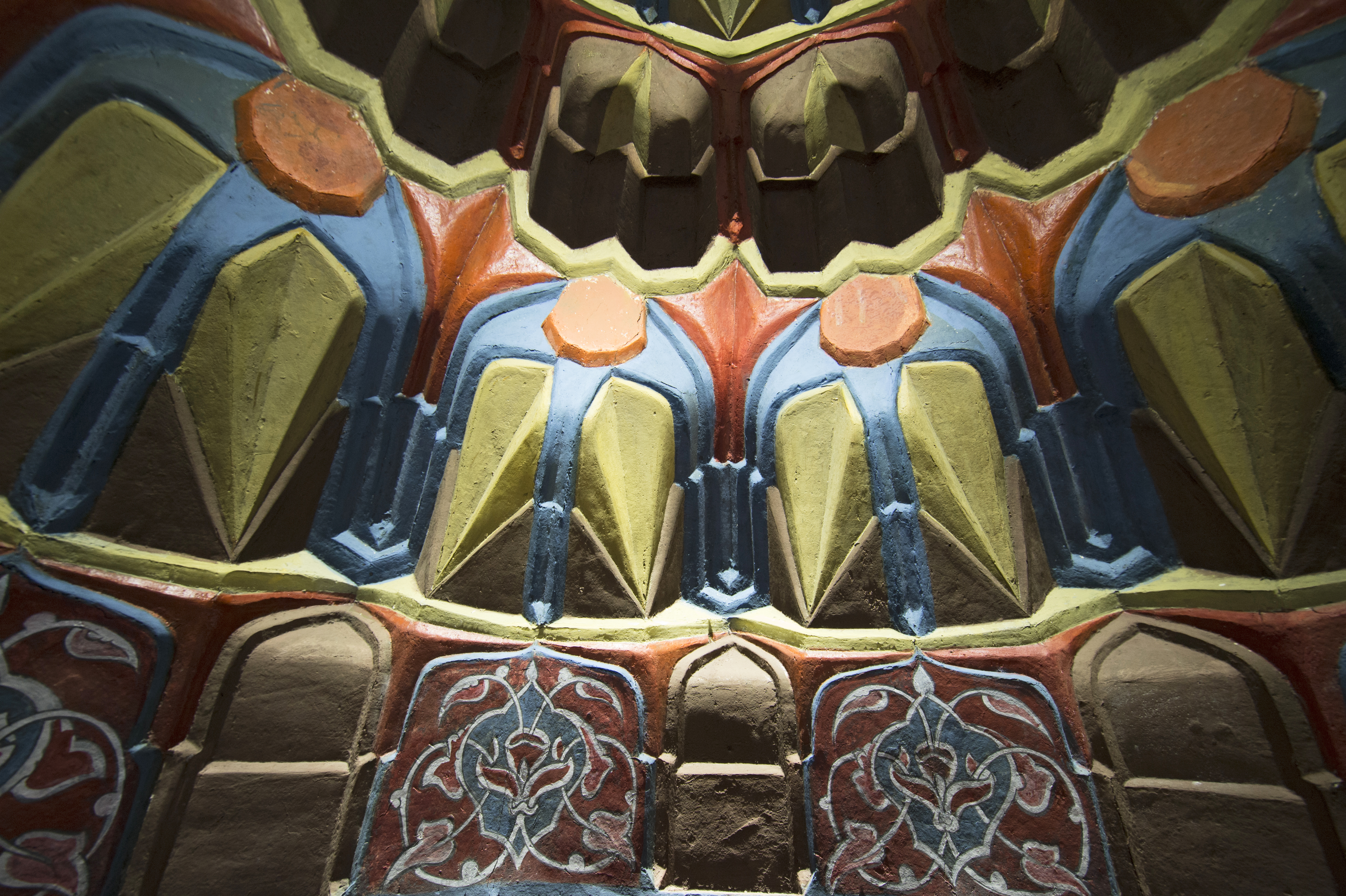
قبر شاهزاده أحمد من الداخل (تفاصيل الزخرفة فوق محراب)
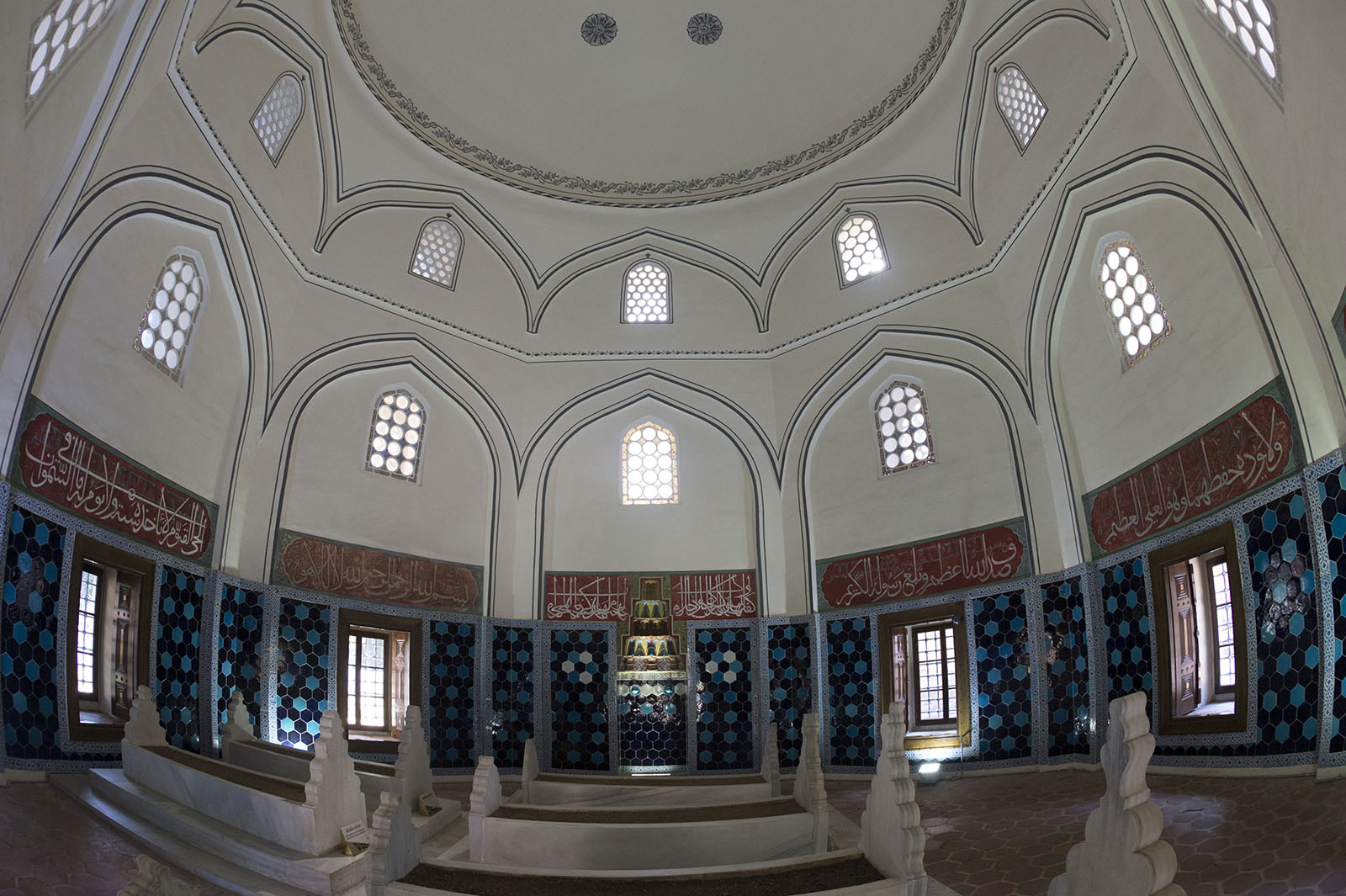
قبر شاهزاده أحمد من الداخل
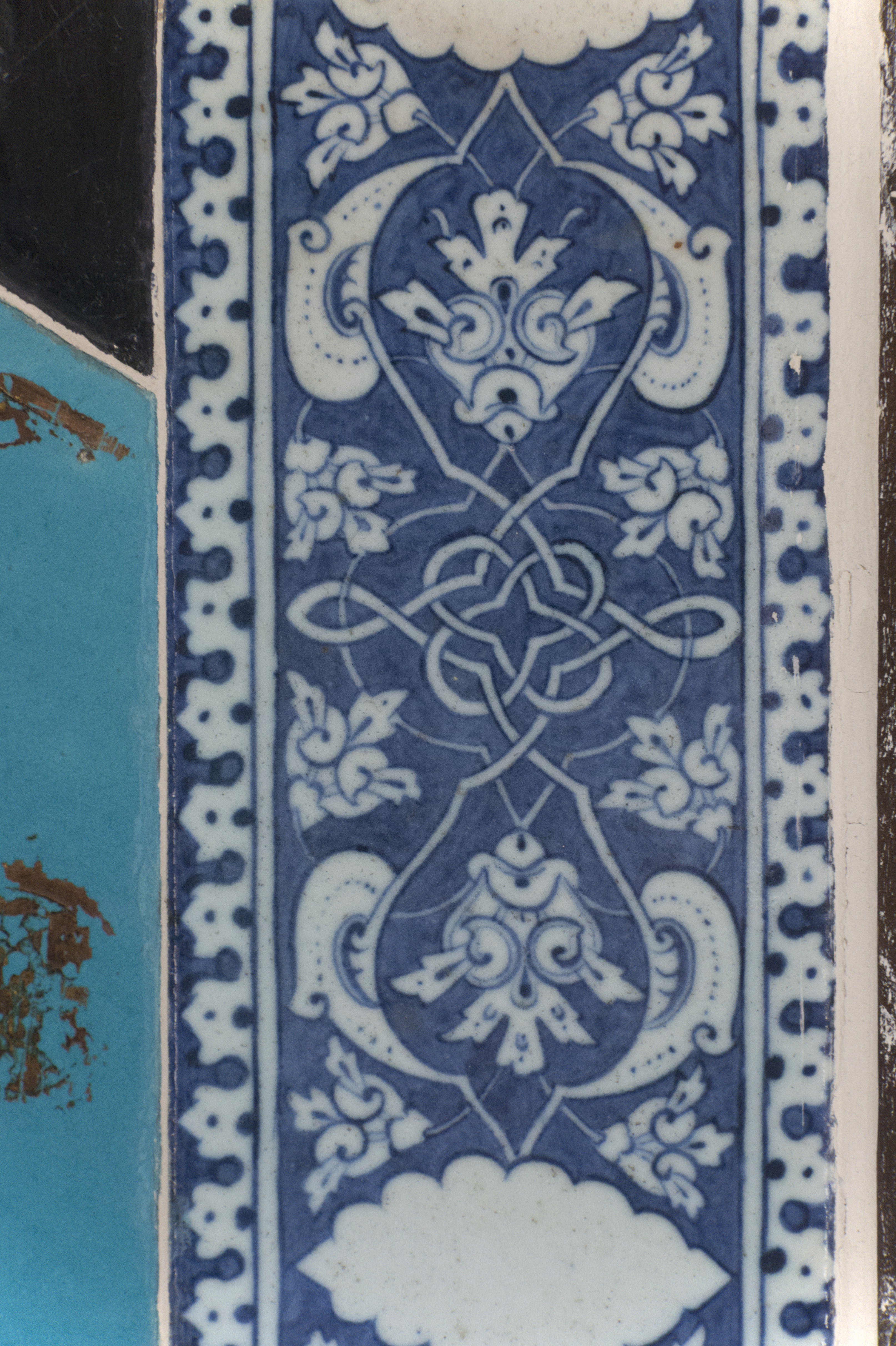
زخرفة قبر شاهزاده محمود
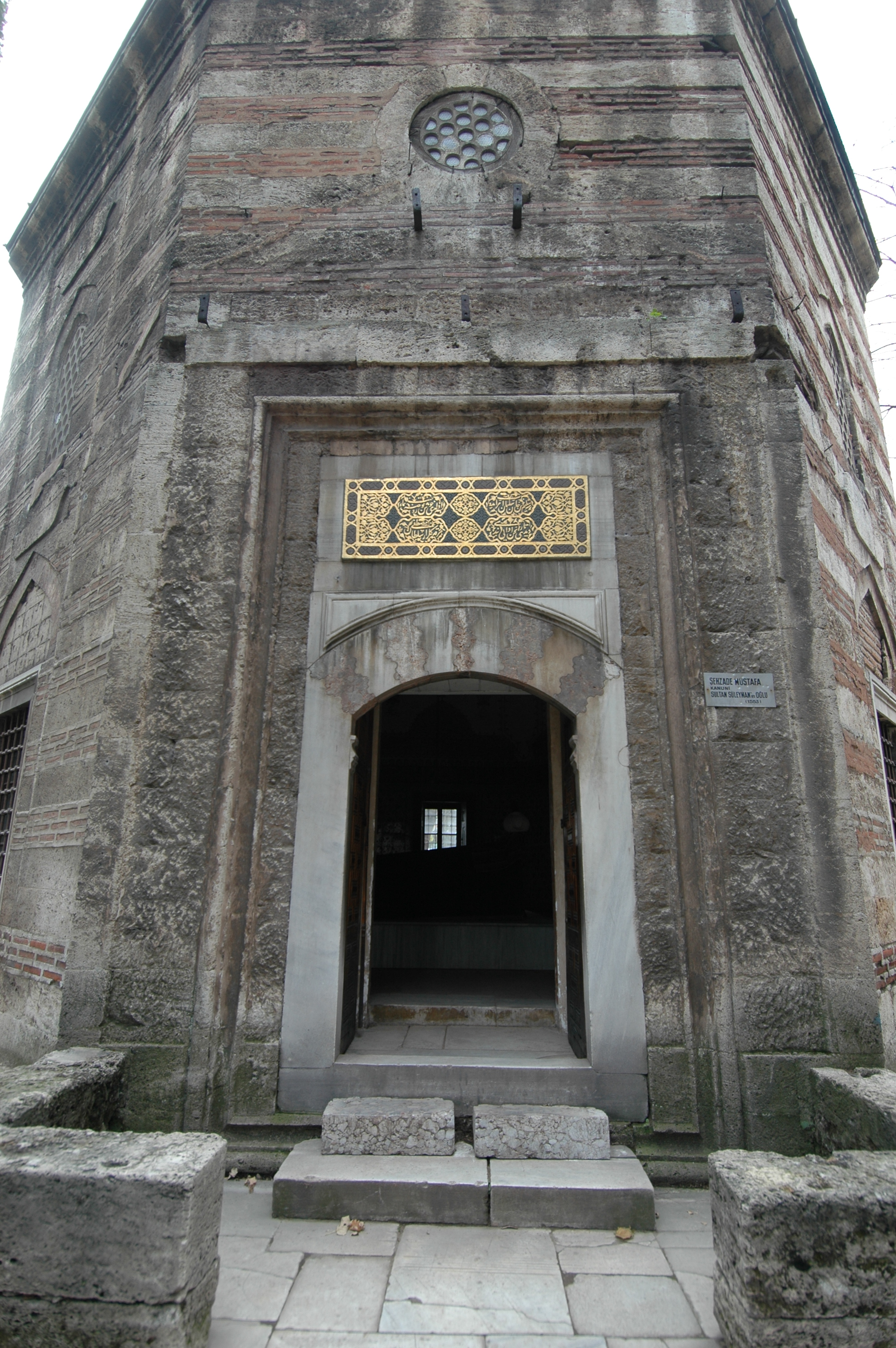
قبر شاهزاده مصطفى من الخارج
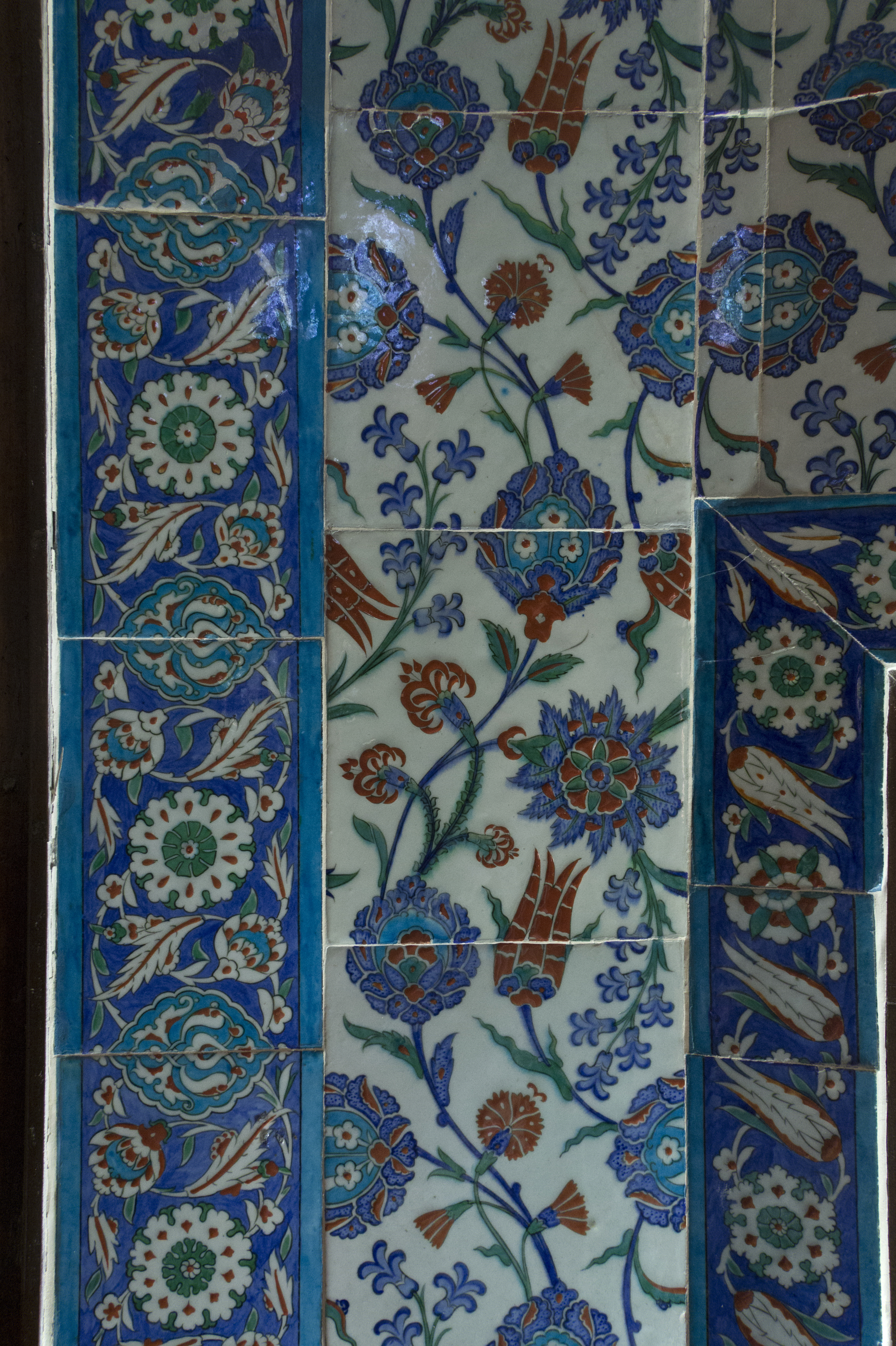
زخرفة قبر شاهزاده مصطفى
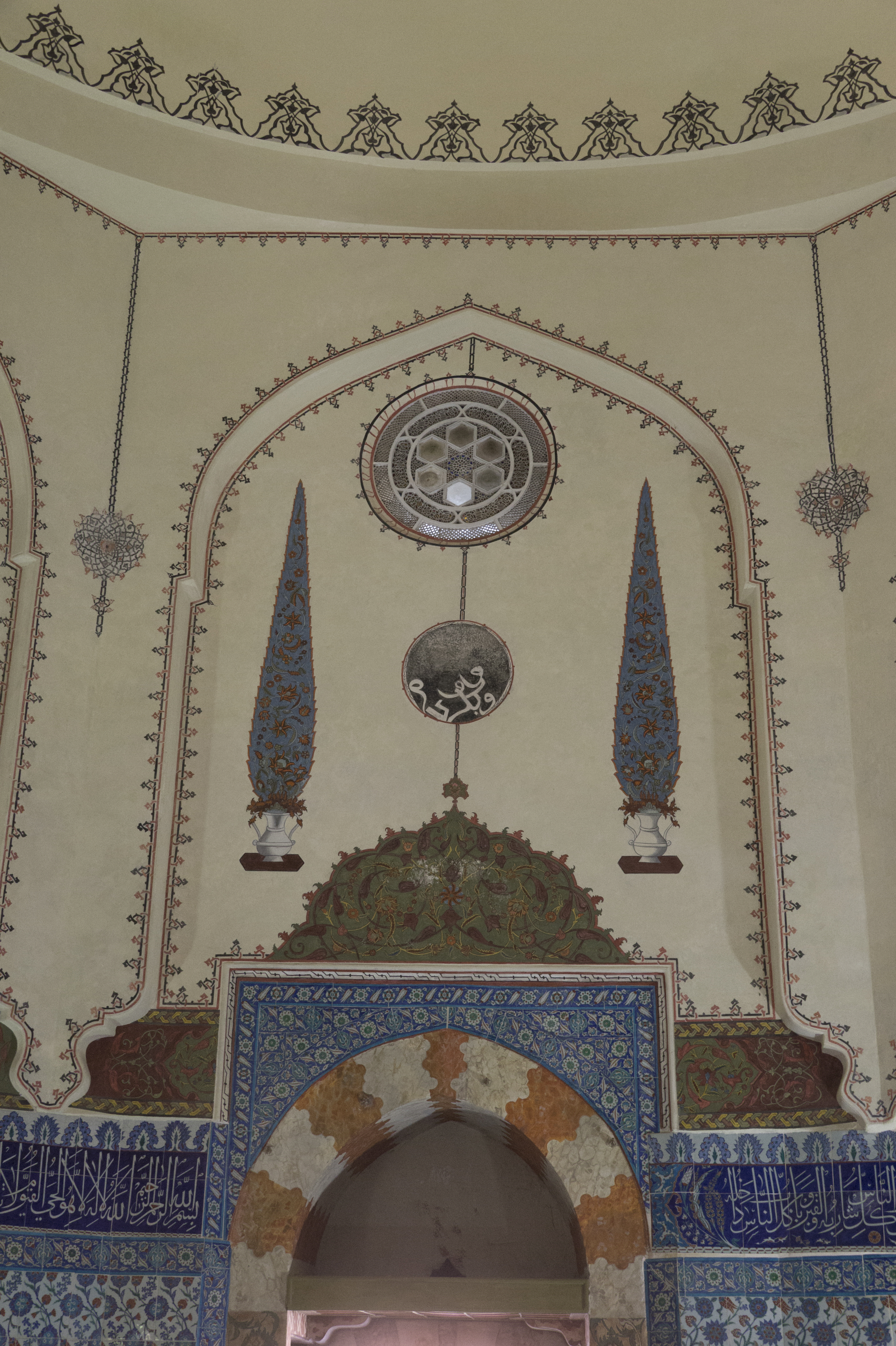
زخرفة قبر شاهزاده مصطفى
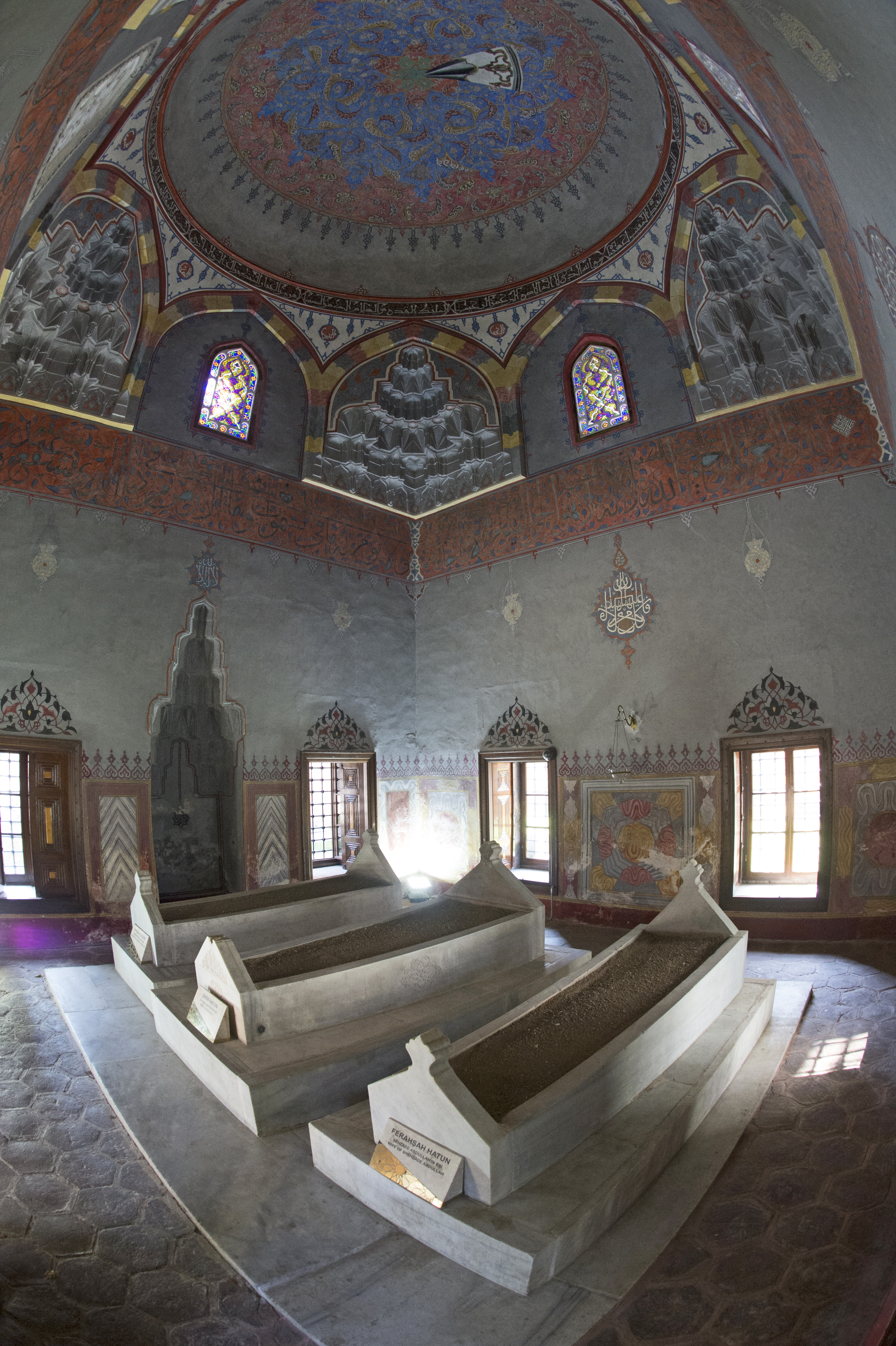
قبر شيرين خاتون من الداخل
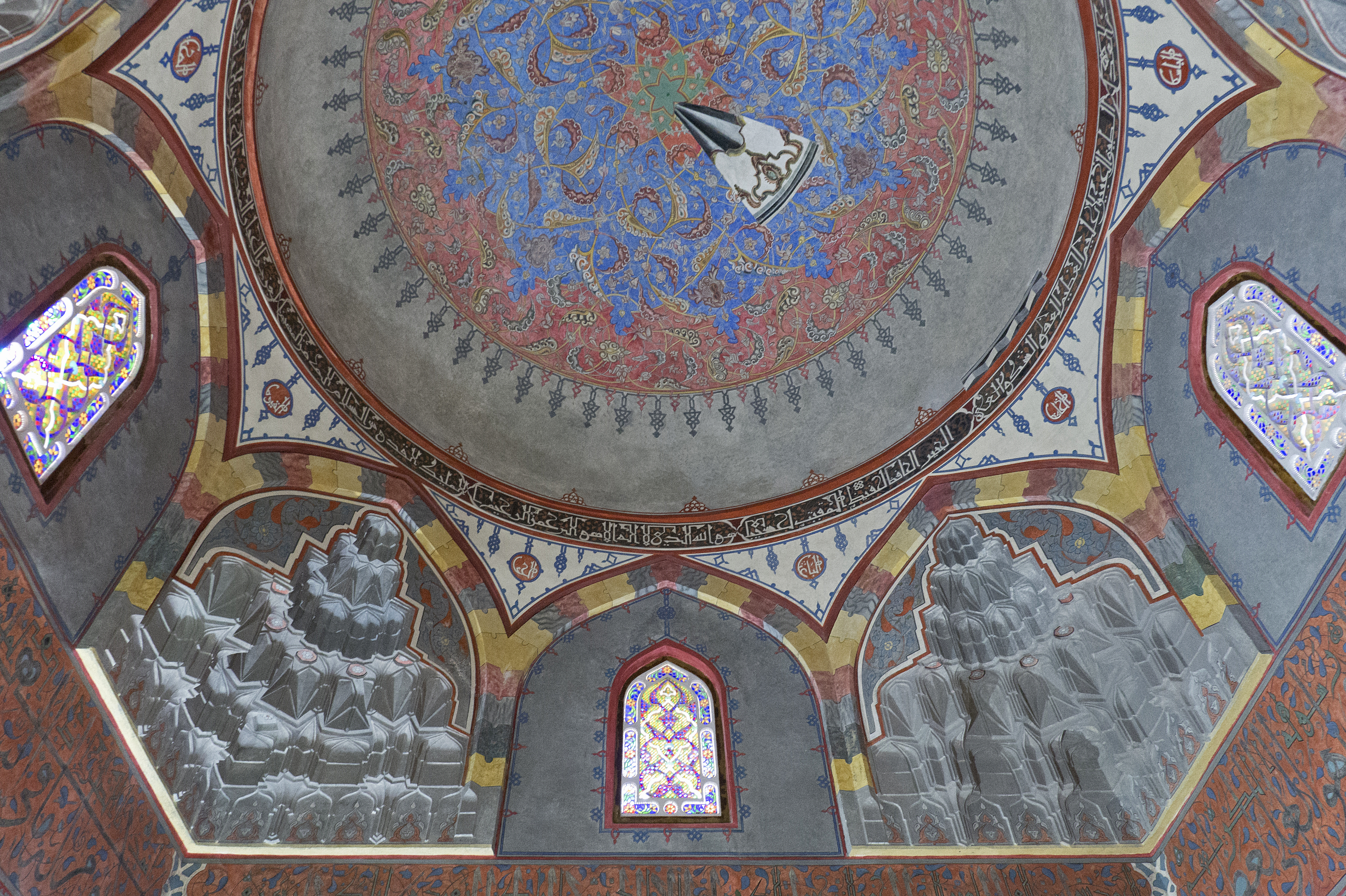
قبر شيرين خاتون من الداخل

## روابط خارجية
- Pictures of the complex in detail
- Muradiye Complex, Bursa, Archnet